# Nadia Aït Zaï
Nadia Aït-Zaï, née le 5 août 1952 (Algérie), est une militante des droits de l'homme, juriste, avocate et maître assistante à la faculté de droit de Ben Aknoun.
Militante féministe et fondatrice du Centre d’information et de documentation sur les droits de l’enfant et de la femme (CIDDEF). Elle est présidente de la Fondation pour l'Égalité et membre du Collectif Maghreb égalité 95.
Le 30 mai 2018, Maitre Aït-Zaï a été élevée au grade de Chevalier de l’ordre de l’étoile d'Italie, par le président de la République italienne Sergio Mattarella, pour le combat qu’elle mène depuis de longues années en faveur des droits de la femme et de l'enfant.

## Biographie
Nadia Aït-Zaï a commencé à militer pour les droits de la Femme et de l'Enfant au début des années 1970 de façon autonome. Toujours à l'écoute de ses concitoyens, elle ne cesse de porter leur voix.
Elle a été entre 1979 et 1984, première adjointe au maire à la mairie d'Alger centre.
Nadia a étudié à la faculté de droit d'Alger à Ben-Aknoun où elle enseigne en tant que maître assistante depuis 1984 date de son inscription au barreau d'Alger, avocate à la cour, elle est agréée prés la cour suprême et le conseil d'État.
En 1993, Elle rejoint le Collectif, Maghreb 95 Égalité fondé en 1992, qui travaille sur l'égalité entre les hommes et les femmes dans le Maghreb.
En 2002, elle crée le Centre d'Information et de Documentation sur les Droits de l'Enfant et de la Femme/Fondation pour l'Égalité. Le CIDDEF est un lieu de mémoire du mouvement féminin depuis les années 1990, date à laquelle les associations ont pu se créer, le fonds documentaire sert de support aux mouvements associatifs et aux chercheurs.
Nadia Ait Zai, publie chaque année plusieurs ouvrages sur les droits de l'Enfant et droits de la Femme en Algérie.
Elle demeure une des plus actives militantes sur la scène associative algérienne, et considère que le travail sur le code la famille est prioritaire,,,.
Présentation de rapports alternatifs :
New York 2001 : Rapport alternatif sur les droits des femmes présenté à la CEDAW.
Genève 2005 : Rapport alternatif sur la situation des enfants en Algérie présenté devant le comité des droits de l’enfant.
Genève 2012 : Rapport alternatif sur les droits des femmes présenté à la CEDAW.

## Expertise
- 1999 : Experte retenue par le centre des droits des femmes à Ramallah, Palestine pour une étude sur l’exclusion des femmes de la protection internationale.
- 2009 : Experte retenue par l’Unicef pour la rédaction de la stratégie nationale concernant l’enfant algérien.
- 2012 : Experte retenue par ONU-FEMME Algérie pour la Rédaction du rapport sur les discriminations faites aux femmes en Algérie.
- 2015 octobre à nos jours : Experte du sous-groupe sur les droits socioéconomiques et culturels de la commission africaine des droits de l’homme.

Membre de l’African Court Coalition. Membre du réseau euro arabe IFE, initiative féministe.
- 1996 Rapporteur général du comité permanent pour les amendements au code de la famille crée par le ministère de la solidarité, Rédactrice des amendements au nom du comité remis au chef du gouvernement en 1996.
- Participation en 2009 à l’élaboration de la stratégie nationale de lutte contre les violences faites aux femmes, élaborée par le ministère délégué à la condition féminine.
- Membre du comité de suivi de la mise en œuvre de la stratégie nationale de lutte contre les violences faites aux femmes mis en place par le ministère de la solidarité.
- Membre du comité de travail sur la femme travailleuse mis en place par le ministère de la solidarité.
- Membre du comité de suivi de mise en œuvre des recommandations de la CEDAW à la commission consultative des droits de l’homme.

## Articles
- 1987 juin : URASC - Université d’Oran, L’enfant abandonné paru dans la revue de l’URASC.
- 1989 février : IREMAM - Baume les Aix,  « L’enfant illégitime dans la société Algérienne » paru dans femmes et pouvoir (Peuples méditerranéens no 48.49). Paru dans « droits de l’enfance et de la famille (Vaucresson no 29). Paru dans Revue Algériennes des Sciences Juridiques 1991 ».
- 1989 janvier : Grave Grenoble. « L’enfant abandonné dans la société Algérienne.»
- 1990 mars : Institut du monde arabe, Paris : « Le droit musulman et les coutumes kabyles » paru également dans la revue Algérienne des Sciences Juridiques.
- 1990 avril : L’Algérie et la convention des droits de l’enfant publié dans la Revue Algérienne des Sciences Juridiques.
- 1990 octobre : Aix en Provence : Institut des Sciences Politiques. « Territorialité et ou religion dans l’attribution du droit de garde en Algérie.»
- 1992 1 et 2 juin : IREMAM Aix en Provence.  La Kafala en droit Algérien paru dans l'ouvrage "les institutions traditionnelles dans le monde arabe"  Publié en 1996 par IREMAM Karthala Aix en Provence et dans la Revue Algérienne des Sciences Juridiques.
- 1993 Alger : "L’Abandon d’enfant et la loi" paru dans la Revue Algérienne des Sciences Juridiques.
- 1993 avril, Tunis : ATFD Femmes Famille société. « De l’inexistence à la reconnaissance » publié dans les actes du colloque.
- 1994 Alger : Office National Droit de l’Homme; Préparation à la conférence mondiale des femmes de Pékin de 1995. Statut des femmes Algériennes publié dans la Revue de l’ONDH.
- 1994 Dakar : Conférence des Femmes Africaines; préparation du rapport pour conférence mondiale des femmes de Pékin.
- 1995 Pékin : Conférence mondiale des femmes, rédactrice des cent mesures (code maghrébin alternatif de la famille) présenté par le Collectif Maghreb égalité.
- 1995 octobre Alger : Compte rendu des travaux de la quatrième conférence mondiale des femmes tenue à Pékin.
- 1995 Barcelone : Forum de la société civile, « Droits des Femmes »
- 1996 avril : Italie : Unicef. « Prospectives pour les femmes méditerranéennes » publiées dans la revue de l’Unicef en Italie.
- 1996 Algérie : Rédactrice du rapport du comité permanent mis en place par le Ministère de la Solidarité remis au chef du gouvernement le 9 juillet 1997.
- 1996 Lyon : Femmes Contre les Intégrismes. « Le statut des femmes en Algérie » publié dans les actes du colloque.
- 1996 Italie : Réseau des femmes journalistes de la Méditerranée. « Être femme au Maghreb »
- 1996 Égypte : Centre des droits de l’Homme.  « Droits des femmes au Maghreb »
- 1997 Italie : Unicef. « Convergence entre la convention des droits de l’enfant et les droits de la femme (Cedaw) »
- 1997 Alger : « Pour le droit des femmes dans la famille », article paru dans le journal El-Watan
- 1997 Italie : CISA « la réforme du code de la famille »
- 1998 24 octobre, Rome : Membre du jury du Festival Euro-méditerranéen du film.
- 1998 novembre, Lyon : Femmes Contre les Intégrismes. « Convention Franco-Algérienne relative aux enfants de couples mixtes » publié dans les actes du colloque.
- 1999 mai : « L’égalité un principe mal compris » publié dans le quotidien El-Watan.
- 1999 octobre, Naples : « Droits des femmes de la Méditerranée »
- 2000 juin, Jordanie : « le Statut familial dans le monde arabe, le cas de l’Algérie »
- 2000 Imed Italie : Citoyenneté des femmes Algériennes. « Le code de la famille : soumission ou exercice du droit »
- 2000 octobre, Ravenne, Italie : « La violence exercée sur les femmes par le code de la famille »
- 2002, 12 octobre, Riccioné, Italie : Colloque organisé par Unascitta sur Islam et démocratie.                                « Identité des femmes Algériennes »
- 2003 juillet, Berlin, Allemagne : Fondation Boell « Les femmes et le travail »
- 2004 mars Égypte : « Les enfants de la rue. »  Séminaire organisé par Save the children.
- 2007, Tesev Turquie : « État des lieux sur la situation de la femme en Algérie. »
- 2008 janvier 14 : "L'enfant algérien entre le droit musulman et la convention des droits de l'enfant", colloque cour de cassation , association pour la défense des droits de l'enfant. Société de législation comparée
- 2008, Tunis Fondation Conrad Adenauer : « Droit de la famille dans les pays arabes. »
- 2009 : « Les petits pas vers la Citoyenneté » paru dans les cahiers de liberté.
- 2009 janvier : « les droits de l’enfant dans le droit musulman. » Colloque organisé par la cour de cassation de Paris.
- 2010 : « Les droits des femmes au regard de la CEDAW » : Revue du CIDDEF No 26.
- 2010 : Étude sur les droits fonciers des femmes en Algérie (Commission Africaine sur le genre, Union Africaine).
- 2011 Égypte : Rédaction d’un projet de loi arabe sur les droits de l’enfant.
- 2012 Bruxelles : « Les droits des femmes et la révolution arabe. »
- 2012 Université du Mans 29 juin : « Droits des femmes et révolutions arabes ; les algériennes en politique de la révolution à nos jours »
- 2013 Tunis : « Les femmes et le printemps arabe. »
- 2013 Bosnie Sarayevo :  Institut du genre « Les femmes en politique »
- 2013 Alger :  Journée internationale parlementaire en Algérie organisée par le PNUD et l’Assemblée Populaire Nationale (Parlement Algérien); « Pratiques des partis politiques à l’égard des femmes. »
- 2013 Genève : Journée sur les droits des femmes en Algérie organisée par le ministère des affaires étrangères Algérien. « Les politiques publiques et les droits des femmes »
- 2015 Marche mondiale des femmes, Marseille : « État des lieux de la situation des femmes en Algérie entre les conservateurs et les islamistes" »
- 2015 Mostaganem 25 novembre :  « Quelles solutions pour le divorce en Algérie. » Journée mondiale, de lutte contre les violences faites aux femmes, organisée par le Ministère de la Solidarité.
- 2016, 7-8 mars, Alger, DGSN : « Le rôle des associations dans la prise en charge des femmes victimes de violence. » Cinquième conférence internationale de Kigali, sur les violences faites aux femmes.
- 2016 octobre : « Les femmes dans le discours religieux » CRASC Oran.
- 2017 20 mars, DGSN : « Le rôle des associations dans la protection de l’enfant »
- 2017 juillet 14 au 18 Liban : « Rédaction d’une loi cadre sur la protection des femmes contre la violence dans le monde arabe », initiée par l'Association KAFA.
- 2018 : « Statut juridique des orphelins et des orphelinats pendant la colonisation » Nadia Aït-Zaï et Tatiana Benfoughal in les orphelins de Constantine en haute Savoie 1952-1962, des pas dans la neige, Non Lieu.
- 2019 Westminster, Angleterre : « Mapping sur le système légal mis en place par l'Algérie pour lutter contre les formes de violences basées sur le genre en Algérie »